# (19436) Marycole
(19436) Marycole est un astéroïde de la ceinture principale d'astéroïdes.

## Description
(19436) Marycole est un astéroïde de la ceinture principale d'astéroïdes. Il fut découvert le 24 mars 1998 à Socorro (Nouveau-Mexique) par le projet LINEAR. Il présente une orbite caractérisée par un demi-grand axe de 2,48 UA, une excentricité de 0,08 et une inclinaison de 4,9° par rapport à l'écliptique.

## Compléments